# Kimanis
Kimanis ist eine Kleinstadt im Westen des malaysischen Bundesstaats Sabah. Kimanis liegt in der West Coast Division, etwa 45 Kilometer südlich der Landeshauptstadt Kota Kinabalu und ist Namensgeber der Kimanis Bay. Verwaltungstechnisch gehört sie zum Distrikt Papar.

## Geschichte
Lange bevor Sabah in den Fokus der Briten rückte, hatte es bereits einen amerikanischen Versuch gegeben, das Land zu besiedeln. Der amerikanische Konsul Charles Lee Moses hatte im August 1865 je einen 10-Jahres-Pachtvertrag mit dem Sultan von Brunei Abdul Mumin und mit dessen Thronfolger Pengiran Temenggung geschlossen, der ihm Landrechte in verschiedenen Gebieten von Sabah garantierte. Auf schnellen Gewinn bedacht, veräußerte der Konsul seine Konzessionen bereits am 9. September 1865 wieder. Die neuen Pächter, zwei amerikanische Kaufleute namens Joseph William Torrey und Thomas Bradley Harris sowie der Chinese Wo Hang gründeten daraufhin die American Trading Company of Borneo und beschlossen, eine Kolonie in Kimanis aufzubauen. Im Dezember 1865 gründete Torrey mit 12 Amerikanern und 60 Chinesen die Siedlung „Ellena“. Der Plan, die Kolonie durch den Anbau von Zuckerrohr, Tabak und Reis für weitere Siedler attraktiv zu machen, scheiterte jedoch bereits nach kurzer Zeit. Schon 1866 wurde Ellena aufgrund fehlenden Kapitals, Mangel an Arbeitskräften, Aufständen unter den Arbeitern und schweren Krankheiten wieder aufgegeben. Harris starb 1866 und Torrey kehrte 1883 nach Amerika zurück, wo er 1884 in Boston, Massachusetts starb. Noch vor Ablauf des Pachtvertrags gelang es Torrey im Januar 1875, seine Rechte an Nordborneo an den Konsul von Österreich-Ungarn in Hong Kong, den deutschstämmigen Baron Gustav Overbeck zu verkaufen.
Bis heute ist die genaue Lage von Ellena unbekannt, sicher ist jedoch, dass sich die Kolonie auf dem Gebiet des heutigen Kimanis befand. Es wird auch angenommen, dass die hölzernen Ladenhäuser auf diejenigen Chinesen zurückgehen, die nach Aufgabe von Ellena in der Region geblieben waren.

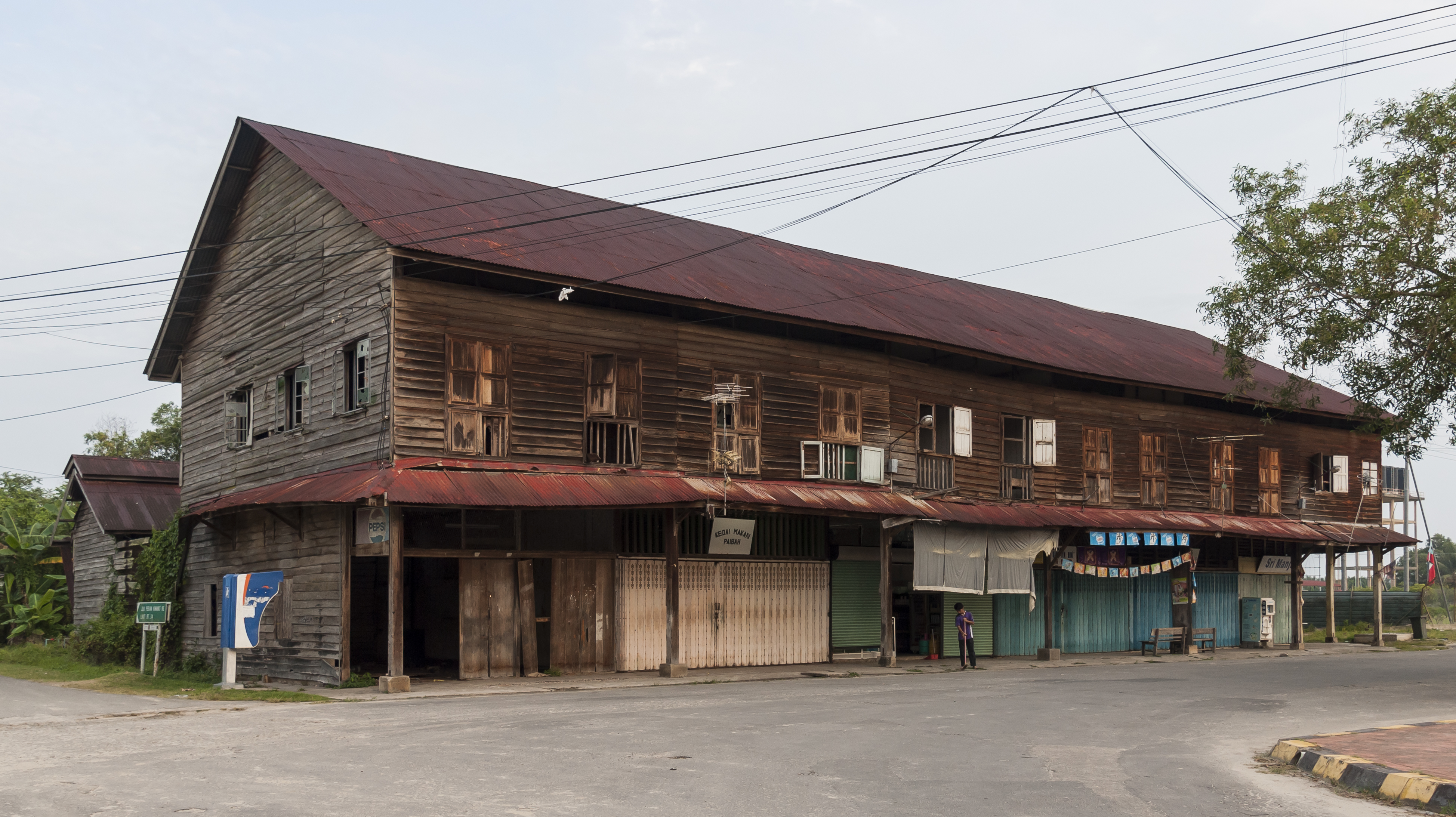
Ladenhaus – einziges koloniales Relikt in Kimanis

## Historische Architektur
Kimanis gehört zu den Städten entlang der Westküste, von dessen historischer Bebauung nur noch wenig zu sehen ist. Lediglich ein einziges Ladenhaus mit Anbau aus der Zeit vor dem Zweiten Weltkrieg ist erhalten geblieben. Da Kimanis zu den wirtschaftlich schwächsten Städten der Westküste gehört, ist der Erhalt dieses shophouse fraglich; schon jetzt befindet sich der Bau in einem Zustand der Verwahrlosung.

## Demographie
Die Bevölkerung beträgt laut der letzten Volkszählung 1.759 Einwohner und setzt sich überwiegend aus Malaien und Kadazan-Dusun zusammen. Es wird erwartet, dass durch die Ansiedlung des Sabah Öl- und Gasterminals (SOGT) die demographische Entwicklung von Kimanis in den kommenden Jahren stark gefördert wird.

## Infrastruktur
Kimanis liegt an der Fernstraße A2 (Pan Borneo Highway)  und ist mit einem Haltepunkt an die Eisenbahnstrecke Kota Kinabalu—Tenom der Sabah State Railway angebunden.

## Sabah-Sarawak Integrated Oil and Gas Project

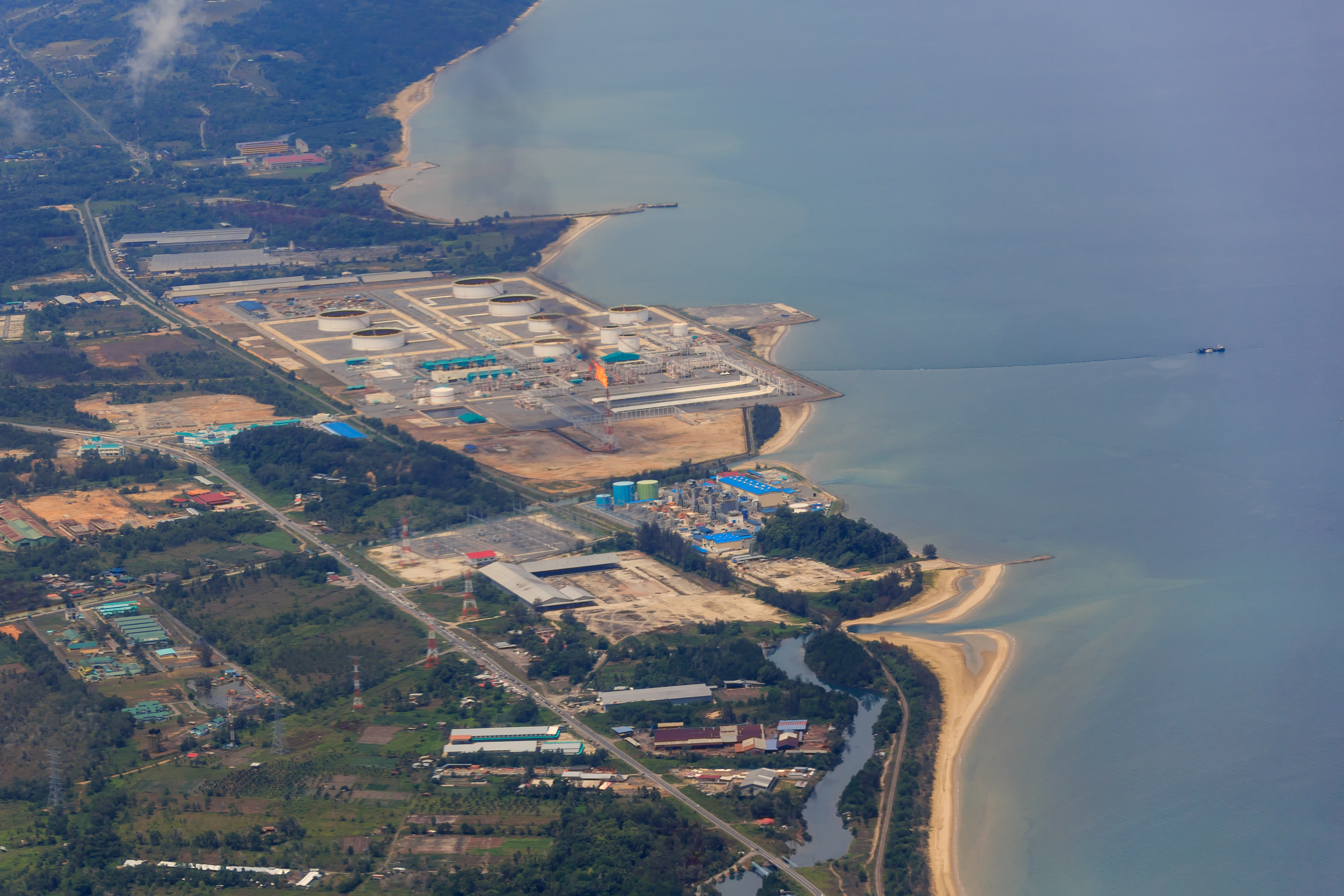
Sabah Öl- und Gasterminal (SOGT) in Kimanis. Luftaufnahme vom Mai 2014

Das von Petronas initiierte Sabah-Sarawak Integrated Oil and Gas Project hat die Nutzbarmachung der Öl- und Gasreserven in den Offshore-Fördergebieten vor Sabah und Sarawak zum Ziel. Einer der Hauptstandorte des Projektes wird zurzeit in Kimanis errichtet: Das Sabah Öl- und Gasterminal (SOGT) in Kimanis dient als Empfangs-, Speicher- und Exportstation für Öl und Erdgas aus den Offshore-Feldern Sabahs. Von Kimanis aus wird das Erdgas über die zukünftige Sabah-Sarawak Gaspipeline über 522 Kilometer nach Bintulu, Sarawak transportiert.